# Odaesan nationalpark
Odaesan nationalpark (koreanska: 오대산국립공원, Odaesan-gungnipkongwŏn) är en nationalpark i Sydkorea.   Den ligger i provinsen Gangwon, i den nordöstra delen av landet, 160 km öster om huvudstaden Seoul. Odaesan nationalpark ligger cirka 132 meter över havet.
Nationalparken som inrättades 1975 täcker en yta av 303,9 km². Landskapet är en bergstrakt med flera toppar mellan 1000 och 1536 meter över havet. Av skyddsområdet 1040 registrerade växtarter är 30 endemiska för Koreahalvön. Djurlivet utgörs av 28 däggdjursarter, 103 fågelarter, 13 groddjursarter, 12 kräldjursarter, 35 fiskarter, nästan 2000 insektsarter och flera andra ryggradslösa djur.
Närmaste större samhälle är Gangneung, 17,9 km sydost om nationalparken.